# Ваје (Аризона)
Ваје (енгл. Valle) насељено је место без административног статуса у америчкој савезној држави Аризона.

## Демографија
По попису из 2010. године број становника је 832.
| Група             | 2000.    | 2010.       |
| Белци             | 0 (0,0%) | 461 (55,4%) |
| Афроамериканци    | 0 (0,0%) | 5 (0,6%)    |
| Азијати           | 0 (0,0%) | 2 (0,2%)    |
| Хиспаноамериканци | 0 (0,0%) | 268 (32,2%) |
| Укупно            | 0        | 832         |